# Śmierć w Tombstone
Śmierć w Tombstone (ang. Dead in Tombstone) – amerykański western z gatunku horror z 2013 roku wyreżyserowany przez Roela Reiné'a. Wyprodukowana przez Universal Pictures.
Premiera filmu miała miejsce 20 września 2013 roku.

## Opis fabuły
Guerrero Hernandez (Danny Trejo) jest przywódcą grupy przestępców. Planuje napad na górniczą osadę, ale zostaje zdradzony przez swojego przyrodniego brata Reda (Anthony Michael Hall) i zamordowany. Po śmierci dusa Guerrery zawiera pakt z Szatanem (Mickey Rourke) i powraca do życia. Szuka zemsty na bracie.

## Obsada
Źródło: Filmweb
- Danny Trejo jako Guerrero Hernandez
- Mickey Rourke jako Szatan
- Anthony Michael Hall jako Red
- Dina Meyer jako Jane
- Mike Gassaway jako Buster Knowes
- Edward Akrout jako Snake
- Ronan Summers jako Ramos
- Colin Mace jako Judah Clark

i inni.